# Lithophane patefacta
Lithophane patefacta är en fjärilsart som beskrevs av Walker 1858. Lithophane patefacta ingår i släktet Lithophane och familjen nattflyn. Inga underarter finns listade i Catalogue of Life.